# 景方昶
景方昶(1866年—1924/1925年以後) ，字旭初，號明久，貴州省興義府興義縣人，清朝政治人物、進士出身。
光緒十五年（1889年）己丑科進士，二甲八十名，同年五月，改翰林院庶吉士。光緒十六年四月，散館，授翰林院編修，官至湖南辰州府知府，賞二品銜。著有《知所貴齋札記》五卷、《金五京考》。